# 西尔维娅·卢克
西尔维娅·J·卢克（1967年12月15日—）为美国韩裔律师及政治人物，曾担任夏威夷州众议院议员直至就职该州副州长。她是美国首个韩裔州级官员。